# Partito Democratico Cristiano della Bolivia
Il Partito Democratico Cristiano della Bolivia (in spagnolo Partido Demócrata Cristiano de Bolivia) è un partito politico boliviano cristiano democratico. Il partito è stato fondato il 6 febbraio 1954.

## Risultati elettorali
| Elezione                                          | Candidato                               | Voti    | %     | Seggi  | Seggi    |
| ------------------------------------------------- | --------------------------------------- | ------- | ----- | ------ | -------- |
| Generali 1980 (Fronte Rivoluzionario Democratico) | Luis Adolfo Siles Salinas ❌ Non eletto | 39.401  | 3,01  | Camera | 5 / 130  |
| Generali 1980 (Fronte Rivoluzionario Democratico) | Luis Adolfo Siles Salinas ❌ Non eletto | 39.401  | 3,01  | Senato | 0 / 27   |
| Generali 1997 (con ADN e NFR)                     | Hugo Banzer Suárez ✔️ Eletto            | 484.705 | 22,26 | Camera | 32 / 130 |
| Generali 1997 (con ADN e NFR)                     | Hugo Banzer Suárez ✔️ Eletto            | 484.705 | 22,26 | Senato | 11 / 27  |
| Generali 2014                                     | Jorge Quiroga Ramírez ❌ Non eletto     | 467.311 | 9,04  | Camera | 10 / 130 |
| Generali 2014                                     | Jorge Quiroga Ramírez ❌ Non eletto     | 467.311 | 9,04  | Senato | 2 / 36   |
| Generali 2019                                     | Chi Hyun Chung ❌ Non eletto            | 502.107 | 8,82  | Camera | 9 / 130  |
| Generali 2019                                     | Chi Hyun Chung ❌ Non eletto            | 502.107 | 8,82  | Senato | 0 / 36   |